# Bríet Bjarnhéðinsdóttir
Bríet Bjarnhéðinsdóttir est  une femme politique, éditrice, journaliste, féministe islandaise, née le 27 septembre 1856 à Haukagili, dans le comté de Austur-Húnavatnssýsla (Islande) et morte le 16 mars 1940 à Reykjavik. 
Elle fonde en 1907 la Société islandaise pour les Droits des Femmes, dont elle devient la première présidente, et tient en décembre 1887, une conférence publique intitulée « Conférence sur la condition et les droits des femmes » visant à obtenir le droit de vote. Elle crée le Kvennablaðið (magazine féminin). Elle est élue conseillère municipale de Reykjavik en 1908.